# 79e méridien est
En géographie, le 79e méridien est est le méridien joignant les points de la surface de la Terre dont la longitude est égale à 79° est.

## Géographie

### Dimensions
Comme tous les autres méridiens, la longueur du 79e méridien correspond à une demi-circonférence terrestre, soit 20 003,932 km. Au niveau de l'équateur, il est distant du méridien de Greenwich de 8 794 km,.
Avec le 101e méridien ouest, il forme un grand cercle passant par les pôles géographiques terrestres.

### Régions traversées
En commençant par le pôle Nord et descendant vers le sud au pôle Sud, Le 79e méridien est passe à travers:
| Coordonnées          | Pays, territoire ou mer | Notes |
| -------------------- | ----------------------- | --- |
| 90° 00′ N, 79° 00′ E | Océan Arctique          | |
| 81° 07′ N, 79° 00′ E | Mer de Kara             | Passe juste à l'ouest de l'Île Ouchakov, Kraï de Krasnoïarsk, Russie Passe juste à l'ouest de l'Île de la Solitude, Kraï de Krasnoïarsk, Russie |
| 73° 15′ N, 79° 00′ E | Russie                  | Kraï de Krasnoïarsk — Nosok Island |
| 73° 14′ N, 79° 00′ E | Mer de Kara             | |
| 73° 01′ N, 79° 00′ E | Russie                  | Kraï de Krasnoïarsk — Île Sibiriakov |
| 72° 44′ N, 79° 00′ E | Mer de Kara             | Golfe de l'Ienisseï |
| 72° 22′ N, 79° 00′ E | Russie                  | Iamalie Kraï de Krasnoïarsk — à partir de 69° 53′ N, 79° 00′ E Iamalie — from 69° 50′ N, 79° 00′ E Khantys-Mansis — à partir de 62° 36′ N, 79° 00′ E Oblast de Tomsk — à partir de 60° 48′ N, 79° 00′ E Oblast de Novossibirsk — à partir de 57° 02′ N, 79° 00′ E Krai de l'Altai — à partir de 53° 40′ N, 79° 00′ E |
| 52° 07′ N, 79° 00′ E | Kazakhstan              | Passe à travers le Lac Balkhach |
| 42° 47′ N, 79° 00′ E | Kirghizistan            | |
| 41° 39′ N, 79° 00′ E | Chine                   | Xinjiang |
| 35° 55′ N, 79° 00′ E | Aksai Chin              | Disputé par l' Inde et la Chine |
| 34° 01′ N, 79° 00′ E | Chine                   | Tibet |
| 33° 48′ N, 79° 00′ E | Aksai Chin              | Disputé par l' Inde et la Chine |
| 33° 36′ N, 79° 00′ E | Chine                   | Tibet |
| 33° 20′ N, 79° 00′ E | Inde                    | Ladakh |
| 32° 22′ N, 79° 00′ E | Chine                   | Tibet |
| 31° 20′ N, 79° 00′ E | Aksai Chin              | Disputé par l' Inde et la Chine |
| 31° 03′ N, 79° 00′ E | Inde                    | Uttarakhand Uttar Pradesh — à partir de 29° 07′ N, 79° 00′ E Madhya Pradesh — from 26° 35′ N, 79° 00′ E Uttar Pradesh — à partir de 26° 12′ N, 79° 00′ E Madhya Pradesh — à partir de 25° 17′ N, 79° 00′ E Maharashtra — à partir de 21° 36′ N, 79° 00′ E, passe 9km ouest de Nagpur Telangana — à partir de 19° 33′ N, 79° 00′ E Andhra Pradesh — à partir de 16° 14′ N, 79° 00′ E Tamil Nadu — à partir de 13° 05′ N, 79° 00′ E Andhra Pradesh — à partir de 13° 03′ N, 79° 00′ E Tamil Nadu — à partir de 13° 02′ N, 79° 00′ E |
| 9° 42′ N, 79° 00′ E  | Océan Indien            | Détroit de Palk |
| 9° 21′ N, 79° 00′ E  | Inde                    | Tamil Nadu |
| 9° 16′ N, 79° 00′ E  | Océan Indien            | |
| 60° 00′ S, 79° 00′ E | Océan Austral           | |
| 68° 17′ S, 79° 00′ E | Antarctique             | Territoire antarctique australien revendiqué par Australie |